# Бэлан, Петру
Петру Владимир Бэлан (рум. Petru Vladimir Bălan, родился 12 июня 1976 в Сучаве) — румынский регбист, проп.

## Биография

### Игровая карьера
Бэлан начинал свою игровую карьеру в бухарестском «Динамо», в составе которого играл в Европейском кубке вызова 1998/1999. Уже в возрасте 20 лет он обладал мощными для столба антропометрическими данными. В 2002 году он по совету замка Овидиу Тоницы перебрался во Францию: там он выступал за «Гренобль» с 2002 по 2004 годы, играя в Европейском кубке вызова и Европейском щите. Таланты игрока раскрыл тренер Жак Дельма.
В сезоне 2003/2004 Бэлан выступал за «Биарриц» на позиции левого столба. С ним он выигрывал чемпионат Франции в сезонах 2004/2005 и 2005/2006, а также вышел в финал Кубка Хейнекен 2005/2006 (проиграли «Манстеру» в финале). Финал сезона 2004/2005 стал одним из самых запоминающихся в истории чемпионата Франции: в финале «Биарриц» играл против «Стад Франсе», где Петру предстояло сражаться против двух ведущих столбов сборной Франции, Питера де Вильерса и Сильвена Марконне. Именно это противостояние стало главным вместо дуэли Давида Скрела и Дмитрия Иашвили. На 51-й минуте де Вильерс из-за травмы уступил место Марконне, проиграв вчистую борьбу Бэлану. Основное время завершилось вничью 31:31, и исход игры решался в овертайме. В решающий момент усилиями Бэлана «баски» заработали штрафной, который успешно реализовал Яшвили и принёс «Биаррицу» титул чемпионов Франции, а Бэлану — первый трофей в чемпионате Франции. Сам Бэлан иронично прокомментировал победу, сказав: «Я думаю, что на этот вечер моя работа закончена» (фр. Moi crois avoir fait travail ce soir).
14 марта 2008 года Бэлан заключил контракт с «Нортгемптон Сэйнтс», в составе которого планировал выступать в сезоне 2008/2009 чемпионата Англии, но из-за проблем со спиной контракт пришлось аннулировать. Он продолжил карьеру в команде «Сен-Жан-де-Люз» из Федераль 1, заменив там травмировавшегося аргентинца Пабло Энна; позже ненадолго вернулся на родину, сыграв ряд встреч за «Тимишоару», а потом снова поехал во Францию, где выступал за «Вьен» со своим соотечественником Александру Манта.
В составе сборной Румынии Бэлан числился в заявках на трёх Кубках мира: 1999, 2003 и 2007; в его активе 53 игры и 40 очков (8 попыток). Кубок мира 2007 года для Бэлана, однако, завершился, даже не начавшись — из-за травмы колена он покинул расположение сборной ещё до игры против Италии.

### Стиль игры
Стиль игры журналисты характеризовали как «колоссальная сила и огромная решимость». Бэлан обладал огромной выносливостью в свои лучшие игровые годы и был способен играть все 80 минут матча, а также считался одним из лучших столбов мирового регби.

## Достижения
- Чемпион Франции: 2004/2005, 2005/2006